# Neptis quilta
Neptis quilta är en fjärilsart som beskrevs av Swinhoe 1897. Neptis quilta ingår i släktet Neptis och familjen praktfjärilar. Inga underarter finns listade i Catalogue of Life.